# ナインガマ・ラランバラヴ
- ナインガマ・ラランバラヴ[1]
- ナイガマ・ラランバラヴ[2]
- ナイカマ・ララバラヴ[3]

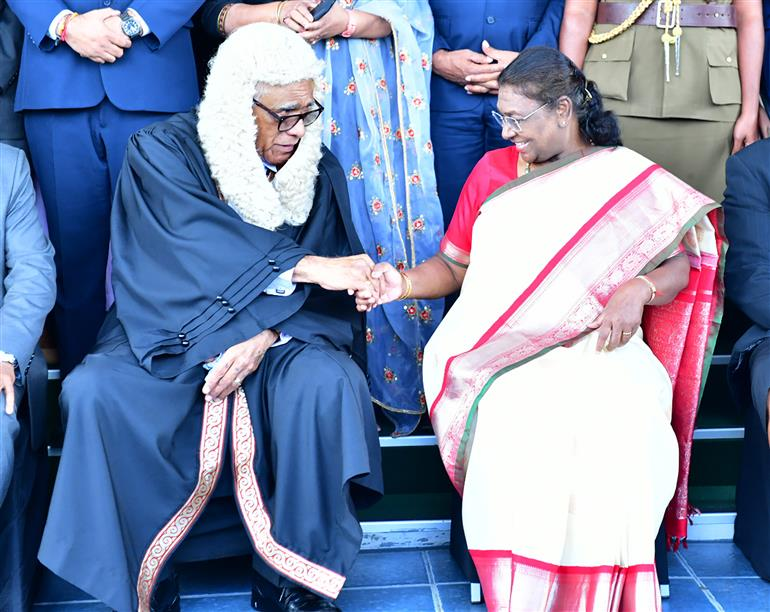
2024年8月6日、インドのドラウパディ・ムルム大統領と握手するラランバラヴ

ラトゥ・ナインガマ・タワケゾラティ・ラランバラヴ（フィジー語: Ratu Naiqama Tawakecolati Lalabalavu、1953年12月23日 -）は、フィジーの政治家。2022年12月より国会議長を務めた後、2024年11月に大統領に就任した。ザカウンロヴェ州の大首長であるトゥイ・ザカウの称号を持つ。
息子のアトニオ・ラランバラヴは医師にして政治家でもあり、2022年12月よりシティベニ・ランブカ首相の内閣で保健・医療サービス大臣を務めている。

## 経歴
父親のグランヴィル・ラランバラヴは軍に所属しており、マラヤの共産ゲリラとの戦いに赴いていたため、母親のアンディ・ウナイシ・ラランバラヴに女手一つで育てられた。首都スバで中等教育までを終えた後、アメリカ合衆国マサチューセッツ州にあるクラーク大学で国際開発の修士号を取得した。また、イスラエルの開発研究センターより地域統合・地域開発計画に関するポストグラデュエート・ディプロマを授与されており、ハーバード大学への短期留学の経験も持つ。
1999年に死去した父グランヴィルの跡を継ぎ、第15代トゥイ・ザカウとなる。その後、1999年、2001年、2006年、2014年、2018年の総選挙で連続再選した。
2023年3月3日、フィジー議会においてラランバラヴ立ち合いのもと、日本の駐フィジー特命全権大使である川上文博と国連開発計画 (UNDP)在フィジーマルチカントリー事務所常駐代表代理のドーン・デル・リオとの間で資金協力に関する交換公文の署名が行われた。
2024年9月の国会でラランバラヴは野党議員のアリキ・ビアに対し人種差別的な発言をおこなったとして、フィジー女性危機管理センター (FWCC) などの人権団体から議長を辞任するように求められた。
2024年11月12日に大統領就任式が執り行われた。フィジー共和国カトリック教会大司教のピーター・ロイ・チョンが進行役を務め、ラランバラヴに代わり、この日新たに国会議長となったフィリモネ・チトコとフィジー主席判事代理のサレシ・テモにより就任手続きがなされた。式には他にランブカ首相や野党指導者のイニア・セルイラトゥ、マノア・カミカミザ副首相などが出席した。